# ادیت فرناندز
ادیت فرناندز (انگلیسی: Edite Fernandes؛ زادهٔ ۱۰ اکتبر ۱۹۷۹) بازیکن فوتبال اهل پرتغال است.
از باشگاه‌هایی که در آن بازی کرده‌است می‌توان به باشگاه فوتبال بوآویشتا و باشگاه فوتبال زنان اتلتیکو مادرید اشاره کرد.
وی همچنین در تیم ملی فوتبال زنان پرتغال بازی کرده‌است.